# Günther Rosenheinrich
Günther Rosenheinrich (* 24. September 1931 in Naumburg (Saale); † 12. August 2018) war ein deutscher Bauingenieur und ab 1973 Hochschullehrer für Baubetriebslehre einschl. produktionstechnischer Probleme des Erdbaus an der Universität-Gesamthochschule Siegen. Seine Fachgebiete waren Baubetrieb und Bauwirtschaft sowie Technische Kybernetik. 1977 wurde ihm der Doktorgrad Dr. techn. verliehen.

## Schriften
- Einführung in die Bauproduktionsverfahren (Band 1), Bauverlag 1977
- Einführung in die Bauproduktionsverfahren (Band 2), Bauverlag 1978
- Baustelleneinrichtungsplanung, Müller Köln 1981, ISBN 978-3-481-16821-6
- mit Wolfgang Pietzsch: Erdbau, Werner Düsseldorf 1998 (3. Auflage), ISBN 978-3-8041-2967-2